# Lijst van voetbalinterlands Amerikaanse Maagdeneilanden - Dominica
Deze lijst van voetbalinterlands is een overzicht van alle officiële voetbalwedstrijden tussen de nationale teams van de Amerikaanse Maagdeneilanden en Dominica. De landen speelden tot op heden een keer tegen elkaar. Dat was een vriendschappelijke wedstrijd op 31 januari 2004 in Road Town (Britse Maagdeneilanden).

## Wedstrijden
| № | Plaats    | Datum           | Competitie        | Wedstrijd                              | Uitslag |
| - | --------- | --------------- | ----------------- | -------------------------------------- | ------- |
| 1 | Road Town | 31 januari 2004 | Vriendschappelijk | Dominica − Amerikaanse Maagdeneilanden | 5 − 0   |

## Samenvatting
| Competitie        | Totaal gespeeld | Winst Am. Maagdeneil. | Gelijk | Winst Dominica | Doelsaldo Am. Maagdeneil. – Dominica |
| ----------------- | --------------- | --------------------- | ------ | -------------- | ------------------------------------ |
| Vriendschappelijk | 1               | 0                     | 0      | 1              | 0 − 5                                |
| Totaal            | 1               | 0                     | 0      | 1              | 0 − 5                                |

Wedstrijden bepaald door strafschoppen worden, in lijn met de FIFA, als een gelijkspel gerekend.